# Bellermühle
Die Bellermühle war eine Wassermühle mit einem unterschlächtigen Wasserrad am Oberlauf der Niers im Mönchengladbacher Stadtteil Odenkirchen im Regierungsbezirk Düsseldorf.

## Geographie
Die Bellermühle hatte ihren Standort auf der rechten Seite der Niers, an der Marienbader Straße, im Mönchengladbacher Stadtteil Odenkirchen. Oberhalb befand sich die Pixmühle, unterhalb am Papierbach die  Papiermühle Odenkirchen. Das Gelände, auf dem das Mühlengebäude stand, liegt auf einer Höhe von ca. 57 m über NN.

## Gewässer
Die Niers (GEWKZ 286) in ihrem alten Flussbett versorgte bis zur Flussbegradigung über Jahrhunderte zahlreiche Mühlen mit Wasser. Die Niers entspringt in Kuckum, einem Ortsteil der Stadt Erkelenz. Bis zur Mündung in die Maas bei Gennep (Niederlande) hat die Niers eine Gesamtlänge von 117,668 km und ein Gesamteinzugsgebiet von 1.380,630 km2. Die Quelle liegt bei 73 m ü. NN, die Mündung bei 9 m ü. NN. Die Pflege und der Unterhalt des Gewässers obliegt dem Niersverband.

## Geschichte
Die Bellermühle hatte ihren Standort in der Odenkirchener Honschaft Bell. Sie wurde 1484 erstmals urkundlich erwähnt und gehörte dem Kanonikus Dederich Koch an St. Caecilien in Köln. Die unterschlächtig betriebene Mühle war ursprünglich eine Ölmühle und wurde in neuerer Zeit zur Getreidemühle erweitert. Im 18. Jahrhundert ging die Mühle in den Besitz der Familie Otten. Das führte dazu, dass die Mühle auch den Namen Ottensmühle und Mittelsmühle trug. Im Jahre 1927 erwarb die damalige Stadt Odenkirchen die Mühle und legte im Mühlenweiher ein Schwimmbad und ringsum den Beller Park an. Bei einem Luftangriff im Jahre 1943 wurde die Bellermühle völlig zerstört. Die Mühle wurde nicht mehr aufgebaut. 1981 wurde das Odenkirchener Freibad abgerissen. Heute erinnert nur noch die Bezeichnung der  Bezirkssportanlage Beller Mühle an eine 500-jährige Mühlengeschichte.

## Galerie

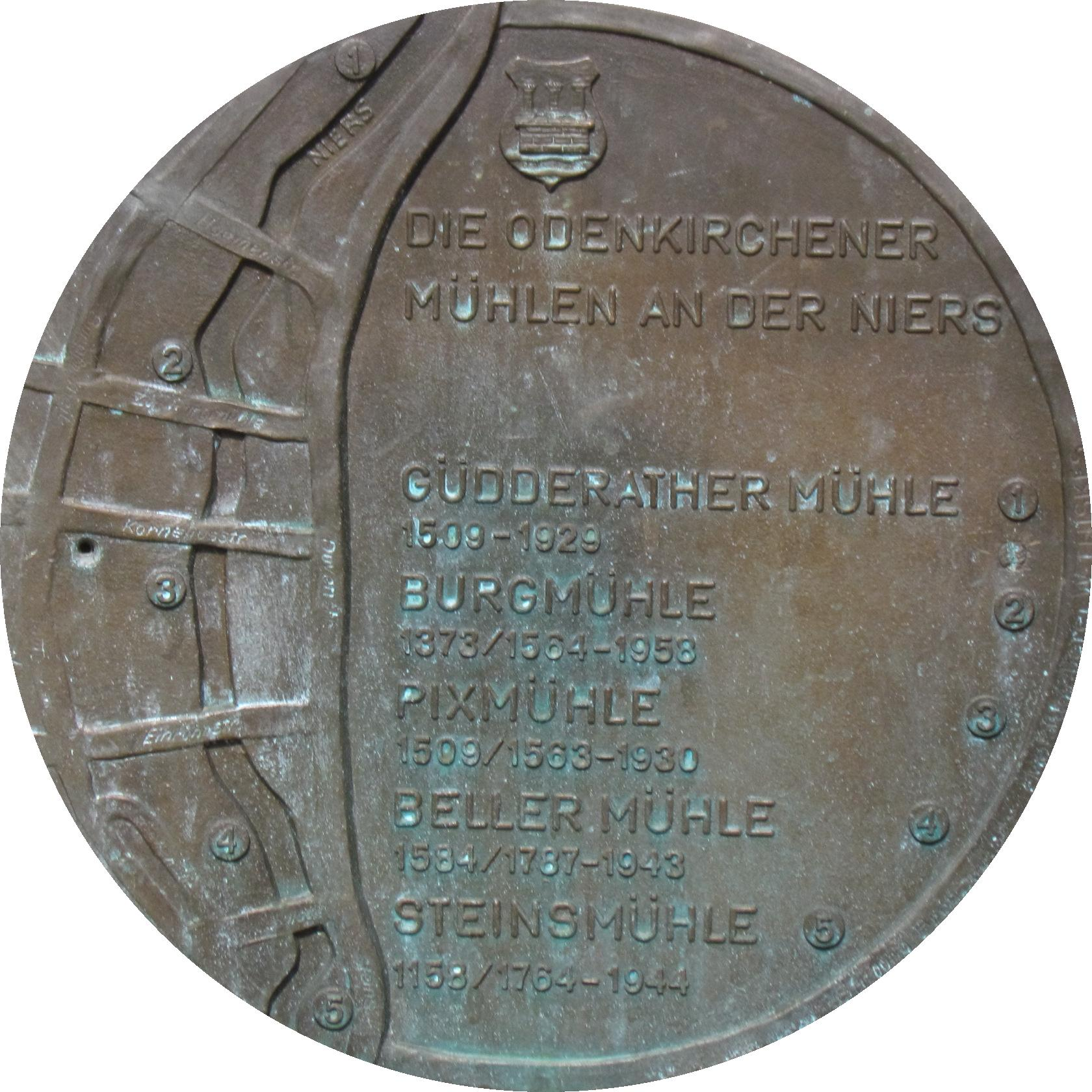
Die Odenkirchener Mühlen an der Niers
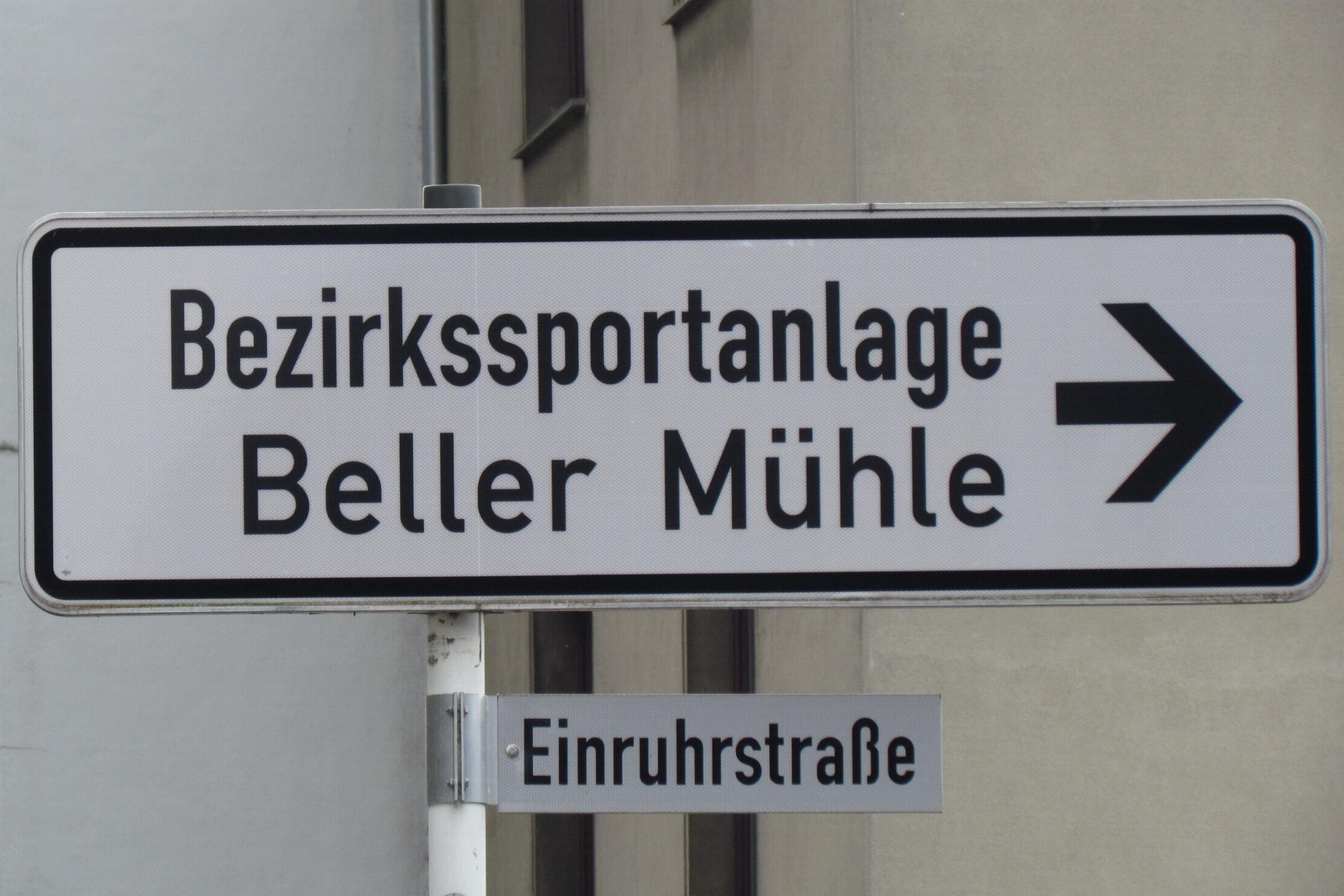
Hinweisschild Bezirkssportanlage Beller Mühle
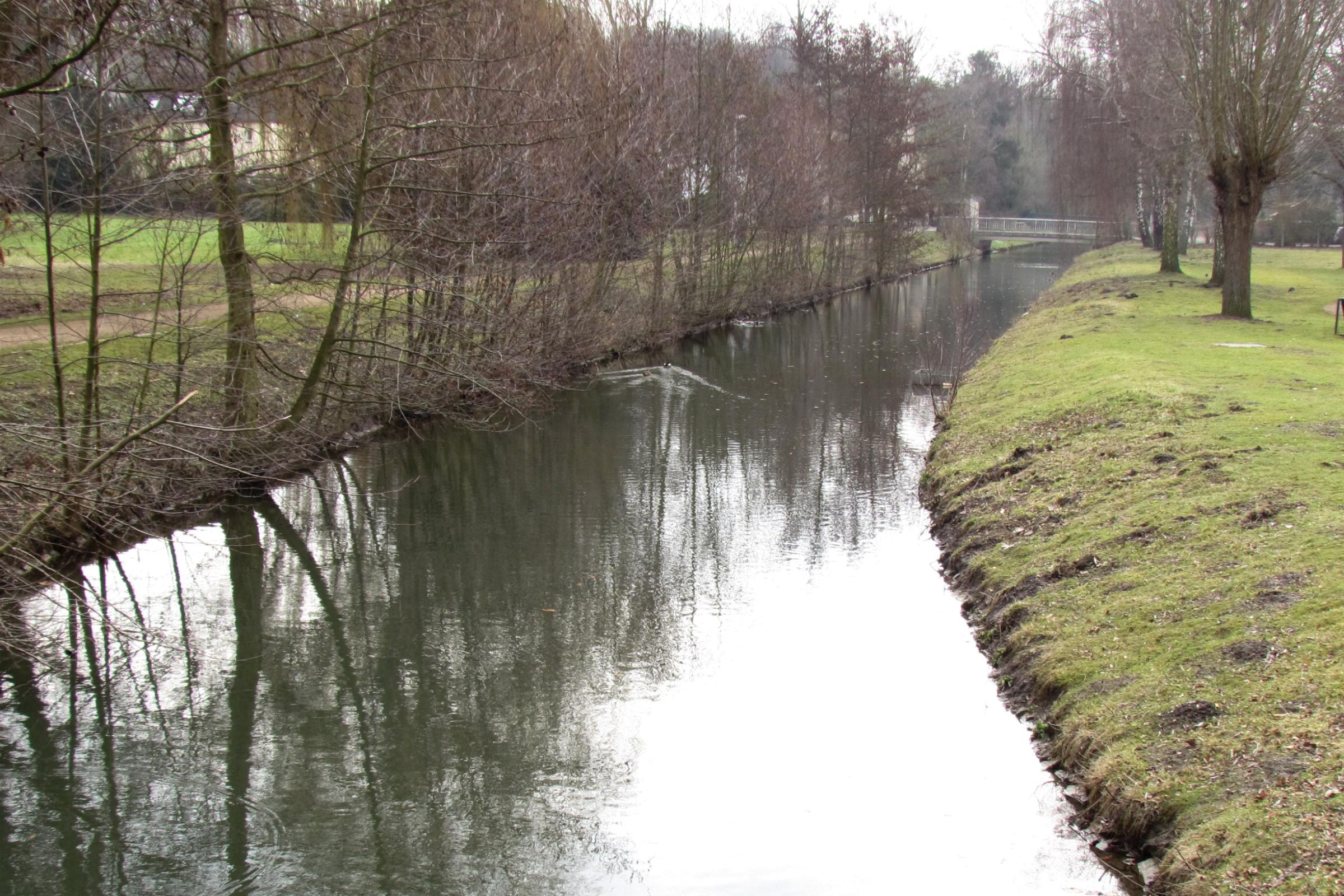
Niersverlauf an der Bellermühle
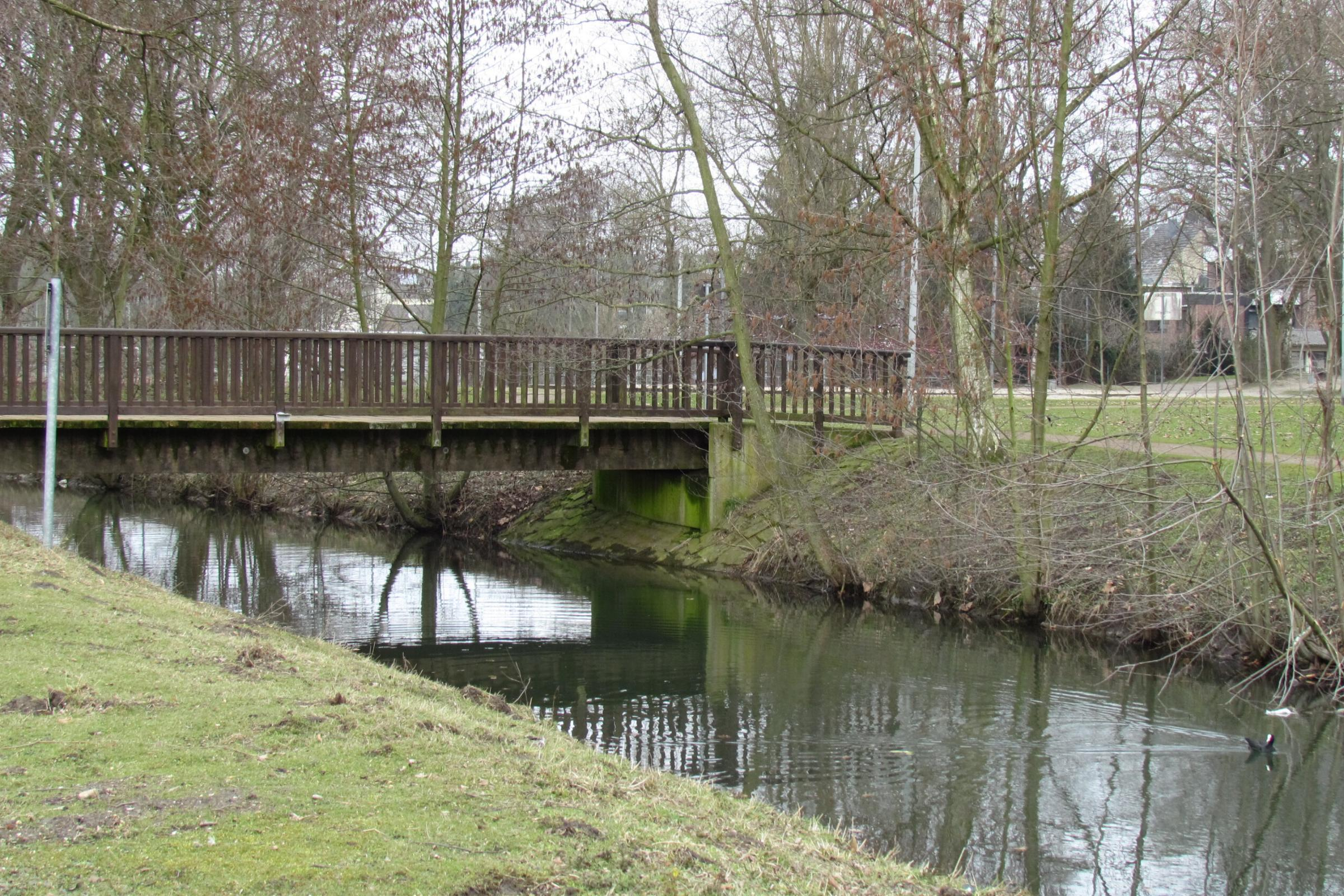
Holzbrücke über die Niers im Beller Park
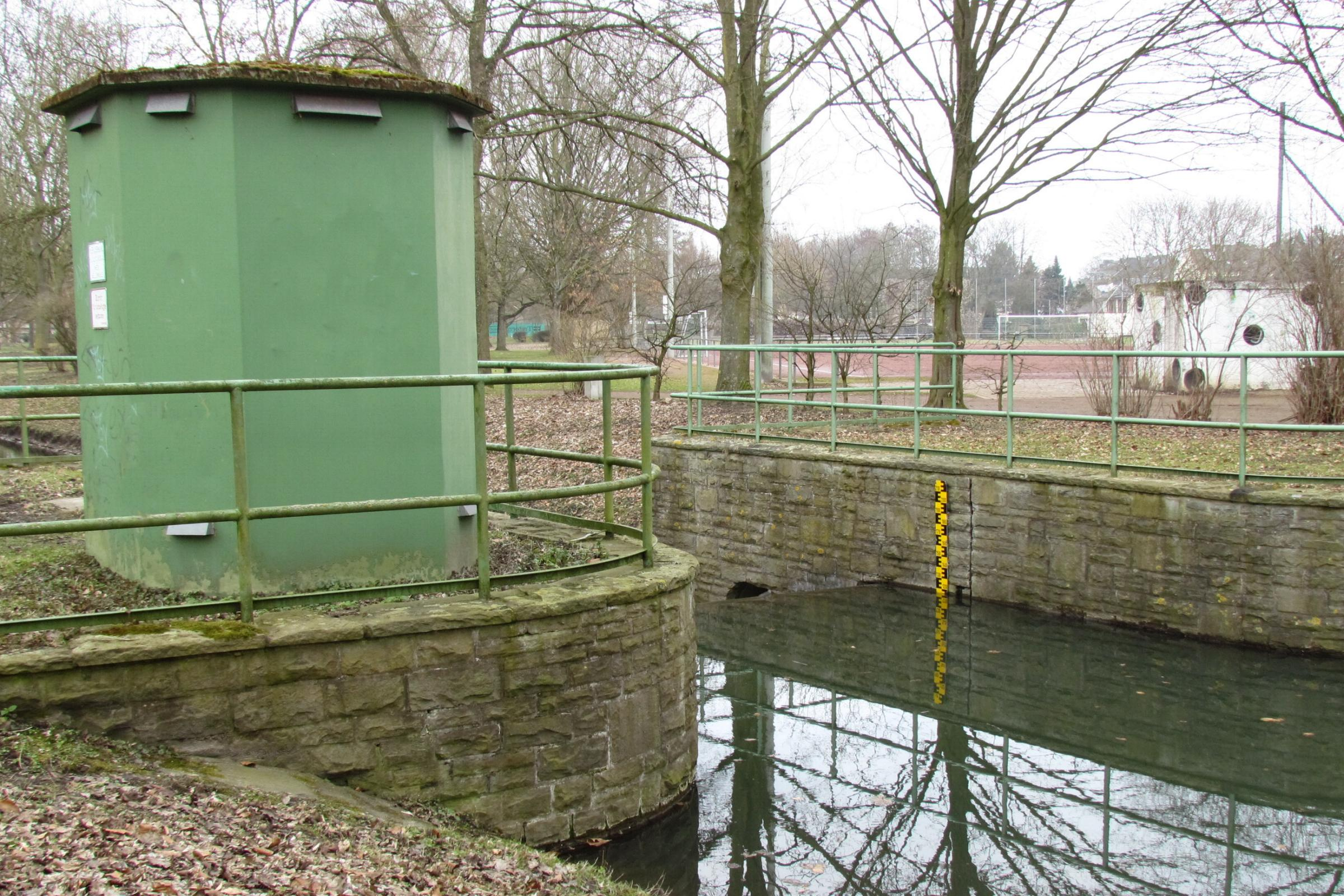
Pegelmessung im Beller Park
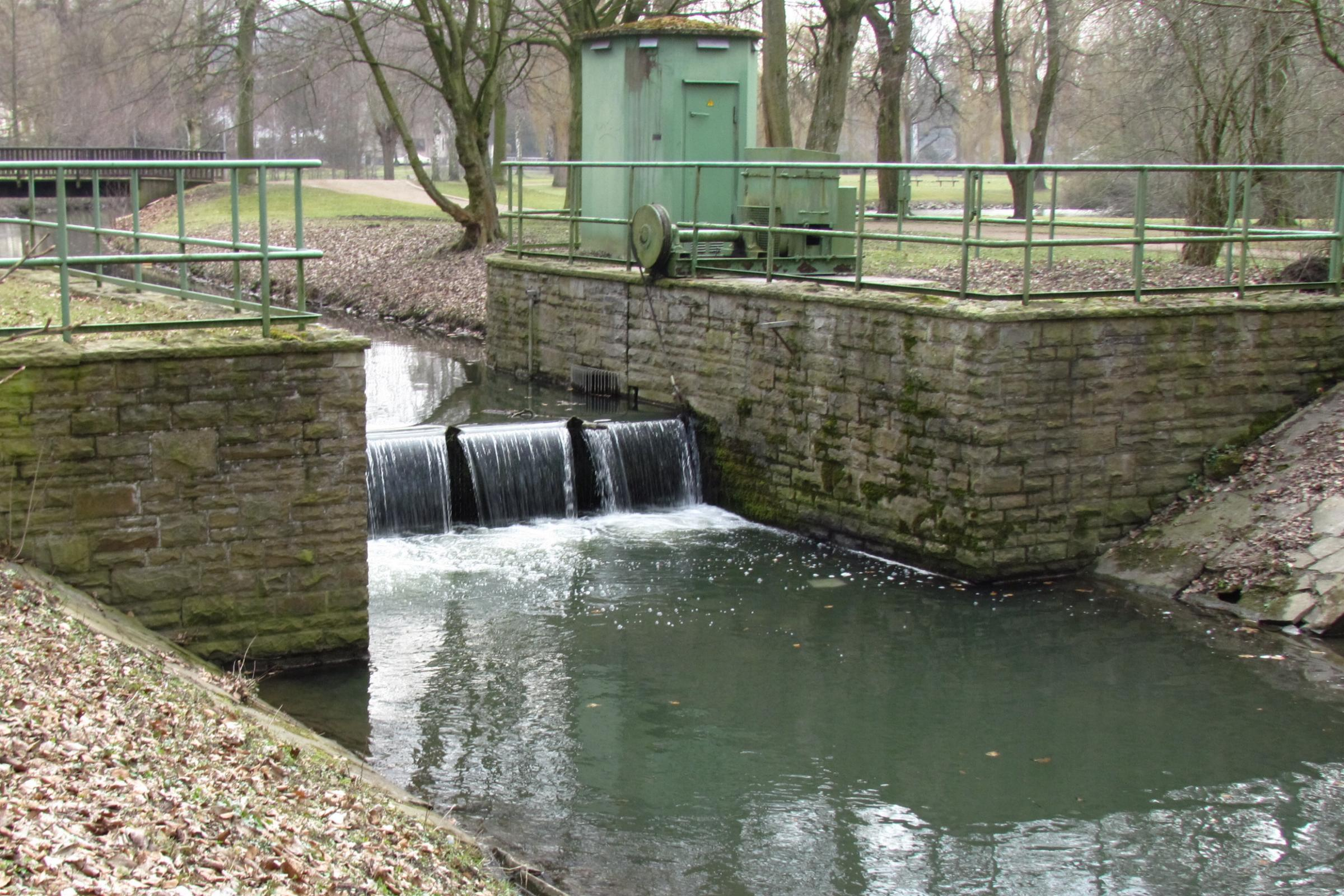
Staustufe an der Niers im Beller Park
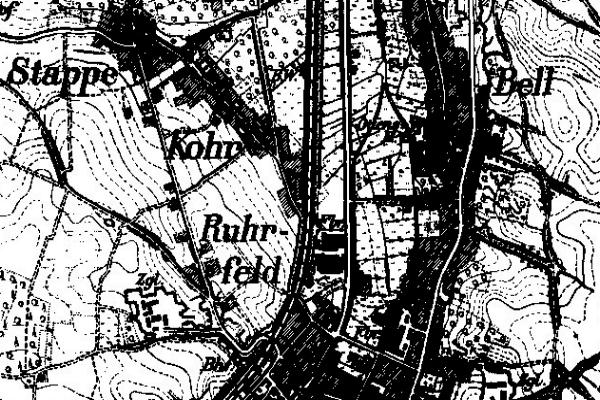
Die Honschaft Bell auf der Karte Neuaufnahme von 1912
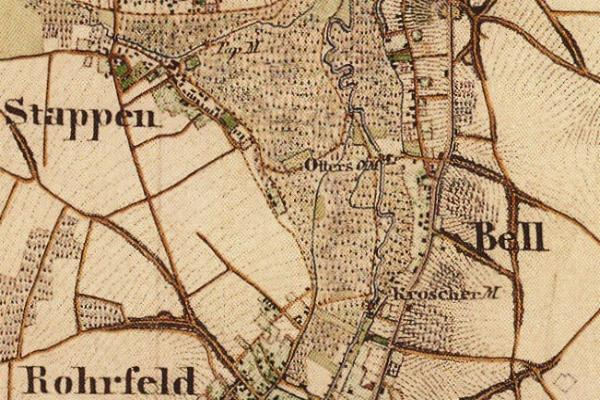
Die Bellermühle als Ottensmühle auf der Urkatasterkarte von 1846
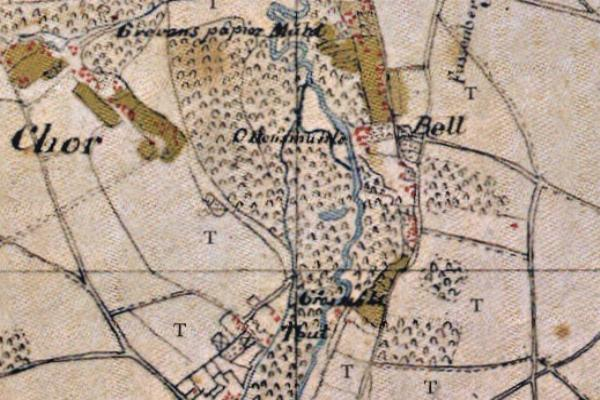
Die Bellermühle als Ottensmühle auf der Tranchotkarte 1803–1820